# Île Carolina
Carolina (en espagnol : Isla Carolina) est une île du Chili.

## Géographie
Elle se situe dans le Sud-Ouest du Chili, en Terre de feu, et est totalement rocheuse et désertique.